# ANI
ANI je grafický souborový formát definovaný společností Microsoft pro jednoduché animované ikony a kurzory v operačním systému Microsoft Windows. Formát je založen na Microsoft RIFF, který je používán jako kontejner pro více ikon a kurzorů, které odpovídají formátu ICO.